# Mercedes de Acosta
Mercedes de Acosta (Nova Iorque, 1 de março de 1892 – Nova Iorque, 9 de maio de 1968) foi uma poetisa, dramaturga e romancista norte-americana. Embora não tenha conseguido alcançar distinção artística e profissional, de Acosta é conhecida por seus muitos casos lésbicos com personalidades famosas da Broadway e de Hollywood, incluindo Alla Nazimova, Isadora Duncan, Eva Le Gallienne e Marlene Dietrich. Seu envolvimento mais conhecido foi com Greta Garbo, com quem, em 1931, iniciou um romance esporádico e volátil. Seu livro de memórias de 1960, Here Lies the Heart, é considerado parte da história gay na medida em que sugere o elemento lésbico em alguns de seus relacionamentos.

## Primeiros anos e casamento
Ela nasceu na cidade de Nova Iorque em 1 de março de 1892. Seu pai, Ricardo de Acosta, nasceu em Cuba, filho de pais espanhóis, e mais tarde imigrou para os Estados Unidos. Sua mãe, Micaela Hernández de Alba y de Alba, era espanhola e supostamente descendente dos duques espanhóis de Alba. De Acosta tinha cinco irmãos: Aida, Ricardo Jr., Angela, Maria e Rita. Maria casou-se com o proeminente arquiteto paisagista A. Robeson Sargent, filho do botânico de Harvard Charles Sprague Sargent. Rita se tornou uma beldade famosa conhecida como Rita Lydig. De Acosta frequentou a escola primária no Convento do Santíssimo Sacramento, na Rua 79 Oeste (West 79th Street), em Manhattan, onde Dorothy Parker era colega de classe.
De Acosta casou-se com o pintor Abram Poole (12 de janeiro de 1882 – 24 de maio de 1961) em 1920. Eles se divorciaram em 1935.
Ela foi descrita em 1955 pelo biógrafo de Garbo, John Bainbridge, como "uma mulher de maneiras corteses, gosto decorativo impecável e grande elegância pessoal". (...) uma mulher com uma devoção apaixonada e intensa à arte de viver (...) e dotado de um espírito elevado, energia, curiosidade eclética e um interesse variado pelas artes."

## Vida pessoal

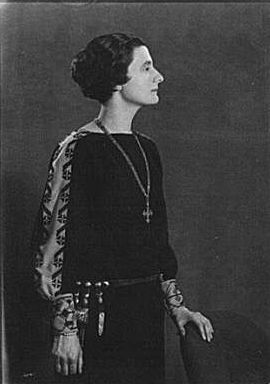
Mercedes Hede de Acosta de Arnold Genthe, depois de 1919

De Acosta se envolveu em vários relacionamentos lésbicos com a elite da Broadway e de Hollywood e não tentou esconder sua sexualidade; sua existência exposta era rara e ousada em sua geração. Em 1916, ela teve relacionamento com a atriz Alla Nazimova e, mais tarde, com a dançarina Isadora Duncan. Pouco depois de se casar com Abram Poole em 1920, de Acosta se envolveu em um relacionamento de cinco anos com a atriz Eva Le Gallienne. De Acosta escreveu duas peças para Le Gallienne, Sandro Botticelli e Jehanne de Arc. Após os fracassos financeiros de ambas as peças, eles terminaram seu relacionamento.
Na década seguinte, ela se envolveu com várias atrizes e dançarinas famosas, incluindo Greta Garbo, Marlene Dietrich, Ona Munson e a bailarina russa Tamara Platonovna Karsavina. Rumores adicionais sem fundamento incluem casos com Tallulah Bankhead, Pola Negri, Eleonora Duse, Katherine Cornell e Alice B. Toklas, com um Bankhead irritado regularmente apelidando de Acosta como "Condessa Drácula" após seu suposto caso.
Muitas vezes foi dito que ela declarou uma vez: "Posso afastar qualquer mulher de qualquer homem", mas não há evidências que comprovem essa afirmação.
Uma liberal fervorosa, de Acosta estava comprometida com diversas causas políticas. Preocupada com a Guerra Civil Espanhola, iniciada em 1936, por exemplo, apoiou o governo republicano que se opunha à facção nacionalista. Uma defensora incansável dos direitos das mulheres, ela escreveu em suas memórias: "Eu acreditava (...) em todas as formas de independência para as mulheres e eu era (...) uma trabalhadora registrada pelo sufrágio feminino."
Ela também se tornou vegetariana e, por respeito aos animais, recusou-se a usar peles.

### Relacionamento com Greta Garbo

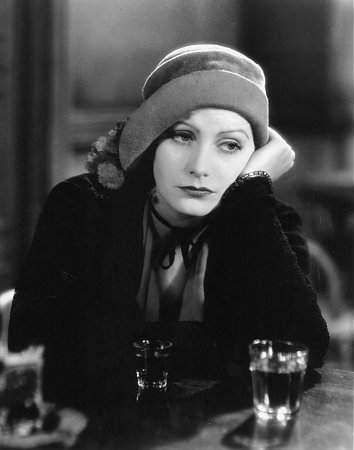
Mercedes de Acosta teve um relacionamento com Greta Garbo (foto) na década de 1930

O relacionamento mais conhecido de De Acosta foi com Greta Garbo. Quando a amiga íntima de Garbo, a autora Salka Viertel, os apresentou em 1931, elas rapidamente se envolveram. À medida que o relacionamento se desenvolveu, tornou-se errático e volátil, com Garbo sempre no controle. Os dois eram muito próximos esporadicamente e depois separados por longos períodos quando Garbo, incomodada com o comportamento obsessivo de Mercedes, juntamente com suas próprias neuroses, a ignorava. Em qualquer caso, eles permaneceram amigos por trinta anos, durante os quais Garbo escreveu a de Acosta 181 cartas, cartões e telegramas. Sobre a amizade delas, Cecil Beaton, que era próximo de ambas as mulheres, registrou em suas memórias de 1958: "Mercedes é a melhor amiga [de Garbo] e por 30 anos esteve ao seu lado, disposta a dedicar sua vida a ela".
Embora tenha sido argumentado que uma relação íntima entre eles não pode ser provada, de Acosta afirma que eles eram amantes. Ao contrário da lenda, ela não fez isso em suas memórias. Em 1959, quando estava na miséria, de Acosta vendeu seus papéis para o Museu e Biblioteca Rosenbach na Filadélfia e afirma ter incluído relutantemente cartas românticas de Garbo. "Eu não teria tido coragem nem coragem de queimar essas cartas", escreveu ela a William McCarthy, curador do museu. "Quero dizer, é claro, Eva [ sic ], Greta e Marlene, que eram amantes (...) Só espero (...) serão respeitados e protegidos dos olhos das pessoas vulgares". Além disso, todos os biógrafos recentes de Garbo e de Acosta discutem seu envolvimento. A pedido de Acosta, as cartas de Garbo foram disponibilizadas ao público em 2000, dez anos após sua morte, e nenhuma era explicitamente romântica. No entanto, a família de Garbo, que controla a sua propriedade, permitiu que apenas 87 das 181 cartas fossem tornadas públicas.

### Interesse pela espiritualidade oriental
No início da década de 1930, de Acosta desenvolveu um interesse pelo hinduísmo e foi encorajado a procurar o místico indiano Meher Baba quando chegou a Hollywood. Durante vários anos, ela ficou cativada pela sua filosofia e métodos e ele frequentemente lhe dava conselhos sobre maneiras de resolver os seus problemas. Mais tarde, ela estudou a filosofia do sábio hindu Ramana Maharishi, que a apresentou à ioga, à meditação e a outras práticas espirituais que ela esperava que ajudassem a aliviar seu sofrimento. Em 1938, ela conheceu o dançarino hindu Ram Gopal em Hollywood. Eles imediatamente estabeleceram um relacionamento e se tornaram amigos íntimos para toda a vida. Mais tarde naquele ano, eles viajaram para a Índia para conhecer Maharishi.
Quando questionada sobre religião, de Acosta disse uma vez que, embora tivesse crescido como católica, seria, se tivesse de ser alguma coisa, budista.

## Últimos anos, autobiografia controversa e morte
Em 1960, quando de Acosta estava gravemente doente com um tumor cerebral e precisava de dinheiro, ela publicou seu livro de memórias, Here Lies the Heart. O livro foi bem recebido pela crítica e muitos amigos próximos elogiaram o livro. Mas a sua homossexualidade implícita resultou no rompimento de várias amizades com mulheres que sentiam que ela tinha traído a sua sexualidade. Garbo terminou a amizade deles nessa época. Eva Le Gallienne, em particular, ficou furiosa, denunciando de Acosta como mentirosa e afirmando que ela inventou as histórias para ficar famosa. Esta caracterização é imprecisa, uma vez que muitos dos seus casos e relacionamentos com mulheres, incluindo aquele com Le Gallienne, são confirmados em correspondência pessoal.
Uma exceção a isso foi Marlene Dietrich, que continuou a se corresponder com ela e adorou o livro. De acordo com a crítica Patricia White, "Se ela ansiava por ser vista, MdA era mais cuidadosa com o que dizia do que lhe é dado crédito. Ela escreveu um livro de memórias que cita nomes, mas para algo atacado por exagero, mal faz alusão à homossexualidade". De qualquer forma, ela ganhou uma reputação que não era apreciada por todos. Mas como Alice B. Toklas, amante de Gertrude Stein e amiga de longa data de De Acosta, escreveu a um crítico desaprovador: "Diga o que quiser sobre Mercedes, ela teve as mulheres mais importantes do século XX".
De Acosta morreu aos 76 anos na pobreza na cidade de Nova Iorque. Ela está enterrada no Cemitério Trinity em Washington Heights, Nova Iorque.

## Legado
De Acosta foi geralmente descrita de forma depreciativa, rejeitada como uma "lésbica notória" que era um incômodo desonesto para seus amantes e que consistentemente "perseguia" Garbo. Os biógrafos de Garbo, por exemplo, avaliam seu relacionamento a partir da perspectiva de Garbo, na qual Garbo é fundamentalmente inocente em seu relacionamento difícil, uma vítima perpétua do suposto comportamento irritante de De Acosta. Mas Robert A. Schanke, o biógrafo recente de De Acosta, tenta, com base em extensa pesquisa, fornecer uma imagem precisa dela. Ela era, reconhece Schanke, falha e imperfeita, uma mulher complexa que prejudicou vários dos seus relacionamentos e não conseguiu atingir as suas aspirações profissionais e românticas. Mas ele revela que ela era uma pessoa excepcionalmente vivaz, inteligente e dinâmica, que tinha muitos amigos dedicados. Ela era, ele argumenta, uma lésbica corajosa de sua época e uma pessoa íntegra que permaneceu gentil e leal a quase todos com quem cruzou seu caminho.  Ele sugere que as muitas representações depreciativas dela podem derivar da profunda homofobia de sua geração.
Ela foi acusada de inventar incidentes em suas memórias e de enchê-las de meias-verdades e fantasias. Ela própria confessou: "Posso ter cometido erros em algumas datas ou incidentes menores, mas (…) sinto que mantive o espírito da minha declaração, se não a letra". No entanto, Karen Swenson, uma biógrafa de Garbo, e Schanke identificaram e corrigiram erros significativos no relato de De Acosta. Embora o livro de memórias não tenha tido sucesso inicialmente, foi redescoberto no final da década de 1960 e amplamente lido na comunidade gay underground. Apesar das suas imprecisões, é agora reconhecido como uma contribuição importante para a história gay e lésbica.
Sua obra poética consiste principalmente em três livros publicados durante sua vida: Moods (poemas em prosa) (1919), Archways of Life (1921) e Streets and Shadows (1922). Uma compilação abrangente desses três livros apareceu, pela primeira vez, em tradução espanhola sob o título Imposeída (46 poemas) (Las Cruces, NM: Eds. La Mirada, 2016,ISBN 978-0-9911325-4-6), editado por Jesús J. Barquet e Carlota Caulfield. Barquet e Caulfield escreveram a introdução do livro ("Mercedes de Acosta en traje de poeta") e, junto com Joaquín Badajoz, foram os autores das traduções para o espanhol. Em 2017, Imposeida foi republicado pela Ediciones Holguin (ISBN 978-959-221-448-4), em Cuba; e em 2018 uma versão ampliada e revisada apareceu em formato bilíngue (inglês/espanhol) nas Ediciones Torremozas (ISBN 978-84-7839-763-1), em Madri.
O compositor Joseph Hallman homenageou de Acosta no ciclo de canções "Raving Beauty" para flauta, harpa, violoncelo e soprano. O ciclo de canções foi baseado na correspondência e nos itens efêmeros mantidos na coleção de Acosta no Museu Rosenbach. A obra trata de suas relações e correspondências com Greta Garbo, Marlene Dietrich, Isadora Duncan, Igor Stravinsky e outros. Encomendado pelo Festival Internacional de Artes da Filadélfia, foi apresentado muitas vezes, incluindo pela Ópera Secreta.